# Bestandsmanagement
Das Bestandsmanagement befasst sich in Unternehmen mit der Reduzierung der Lagerbestände bei gleichzeitiger Erhaltung oder Erhöhung der Lieferqualität und der damit einhergehenden Kundenzufriedenheit.

## Allgemeines
Auf der Grundlage produktspezifischer Planungsstrategien – Klassifikation der Produkte etwa nach der ABC/XYZ-Analyse – erfolgt das Bestandsmanagement in drei Prozessschritten:
- Bedarfsplanung
- Lagerbestandsplanung
- Beschaffungsplanung

## Bedarfsplanung
Die Bedarfsplanung befasst sich mit der Ermittlung des zukünftigen Bedarfs. Dabei können prinzipiell zwei Verfahren unterschieden werden – die programmgebundene und die verbrauchsgebundene Bedarfsplanung. Während die programmgebundene Bedarfsplanung auf konkreten Kundenaufträgen oder einem Produktionsprogramm basiert, erfolgt die verbrauchsbezogene Bedarfsplanung durch Prognoseverfahren vor dem Hintergrund des periodisierten Verbrauchs der Vergangenheit.
Grundsätzlich muss unterschieden werden in Terminplanung und Mengenplanung. ERP-Systeme bestimmen zuerst den Bedarfstermin, basierend auf einer Vorwärts- oder Rückwärtsterminrechnung. Gilt der Termin als bestimmt, erfolgt die Berechnung der Bedarfsmenge. Die rechnerische Bedarfsmenge wird über Verfahren der Losgrößenberechnung (statische, periodische oder optimierende Verfahren) angepasst. Zusätzlich kann die Losgröße noch über so genannte Rundungswerte (volle Palette, Einheit …) oder Mindestbestellwerte oder Mindestbestellmengen zum Lieferant verändert werden.

## Bestandsplanung
In der Bestandsplanung werden die notwendigen Bestände festgelegt. Im Fokus des Unternehmens stehen die Ermittlung des optimalen Sicherheitsbestands sowie des Bestellauslösebestands vor dem Hintergrund stochastischer oder deterministischer Nachfrage- und Zulieferprozesse. Weitere Bestände sind Maximal- oder Höchstbestände, welche aufgrund von Lagerrestriktionen nicht überschritten werden dürfen, sowie als zusätzliches Kontrollinstrument Meldebestände, bei denen automatisch ein oder mehrere Mitarbeiter automatisch informiert werden, wenn eine bestimmte Anzahl an Artikeln im Lager unterschritten wurde.

## Beschaffungsplanung
Schließlich erfolgt in der Beschaffungsplanung die Festlegung der Bestellpolitik – je nach Bestellpolitik wird der Bestellzeitpunkt den Merkmalen des Artikels entsprechend ausgewählt sowie die optimale Bestellmenge mithilfe passender heuristischer und/oder optimierenden Verfahren ebenfalls artikelspezifisch ermittelt.
Bei den optimierenden Losgrößenverfahren werden Bedarfsmengen mehrerer Perioden zu einer Losgröße zusammengefasst, wobei zwischen losgrößenfixen Kosten und Lagerhaltungskosten ein Kostenoptimum ermittelt wird. Die verschiedenen Optimierungsverfahren unterscheiden sich nur in der Art des Kostenminimums. Es gibt folgende optimierende Verfahren der Losgrößenberechnung:
- Klassische Losformel auch als Andlersche Losgröße oder Harris-Formel bezeichnet
- Dynamische Losgrößenermittlung, beispielsweise nach Wagner/Whitin oder Heuristiken Groff, Silver/Meal uvam.
- Statistische Losgrößenermittlung, beispielsweise das Zeitungsjungen-Modell und andere

Die Optimierung des Bestandsmanagements ermöglicht insgesamt eine Verbesserung der Kostensituation im Unternehmen und führt zu einer erhöhten logistischen Leistungsfähigkeit.

## Bedeutung des Bestandsmanagements für Unternehmen
Das Bestandsmanagement hat in Organisationen aller Branchen erhebliche Bedeutung, schließlich binden Unternehmen ihre Liquidität zum Lagerzinssatz durch Lagerbestände. Ein systematisches Management der Lagerbestände senkt also den Kapitalbedarf und vor allem das Lagerrisiko der Organisationen. Da die Vorräte als wesentliche Bilanzposition dem Umlaufvermögen zuzuordnen sind, ergibt sich, dass eine Bestandsreduzierung über die Verringerung der Position „Vorräte“ das eingesetzte Gesamtkapital reduziert. Bei gleichem Unternehmensergebnis bedeutet unter ansonsten gleichen Voraussetzungen die Reduzierung der Kapitalbindung eine Steigerung der Eigenkapitalrendite. Genauso wichtig ist es jedoch, benötigte Ware vorzuhalten und stets genug auf Lager zu haben, um Lieferengpässe zu vermeiden.

## Zielsystem
Das Zielsystem zur wirtschaftlichen Beurteilung des Bestandsmanagements bzw. der Disposition ist durch drei messbare Dimensionen in Grundzügen zu beschreiben – Lieferqualität (historisch Lieferservice), Kapitalbindung und Kapitalbindungskosten.
Die Zieldimension Lieferservice beinhaltet dabei die mengen-, termin- und qualitätsorientierte Verbesserung der Lieferfähigkeit sowie der Lieferbereitschaft. So werden bei der Beurteilung des Lieferservice die Lieferfähigkeit, die Lieferbereitschaft, die Mengen und Termintreue sowie die Anzahl der Stock-outs berücksichtigt. Die „Kapitalbindung“ umfasst die Minimierung der Vorräte angefangen mit den Roh-, Hilfs- und Betriebsstoffen, Ersatzteilen, Halbfabrikaten bis zu den Fertigfabrikaten. Die dritte Zieldimension „Bestandskosten“ betrachtet zusätzlich die kontinuierlich auftretenden Kosten im Bereich des Bestandsmanagements.
Das Zielsystem kann zu einer messbaren, wirtschaftlichen Beurteilung des Bestandsmanagements herangezogen werden. Auf der einen Seite wird die Kundenzufriedenheit indirekt durch den Lieferservice und auf der anderen Seite die Kosten berücksichtigt. Daher besteht die grundlegende Aufgabe des Bestandsmanagements einen möglichst optimaler Ausgleich im Konflikt zwischen den zum Teil gegenläufigen Zielgrößen der Disposition zu finden.
Aufgrund der unterschiedlichen Komplexität bei Produkten und verschiedenen Fertigungsmethoden sind absolute Zahlen nicht immer vergleichbar und können auch innerhalb eines Unternehmens nur selten verwendet werden, um die Leistung der Disposition bei der Bestandsreduzierung zu messen. Ob Maßnahmen mit dem Ziel der Bestandsreduzierung erfolgreich waren, lässt sich auf zwei Arten realitätsnah messen:
- Sofern Bedarfe vorhanden sind, kann die Reichweite der Bestände gegenüber den Bedarfen betrachtet werden. Wenn die Reichweite abnimmt, waren die Maßnahmen der Bestandsreduzierung erfolgreich. Sinnvoll ist auch eine Aufgliederung in A,B und C Teile und die Ermittelung der durchschnittlichen Reichweite innerhalb dieser Teilekategorien.
- Alternativ können die Bestände ins Verhältnis zu den Umsätzen gestellt werden. Aus dem Blickwinkel der Maßnahmeneffizienz für bestandsreduzierende Maßnahmen ist das bei schwankenden Abverkaufszahlen sinnvoller als die Betrachtung der absoluten Bestände. Noch genauer ist das Verhältnis verkaufter Produkte zu Herstell(ungs)kosten im Verhältnis zu den Beständen.

Beispiel: Lagerbestand / Umsatz zu Herstellkosten = Bestandsquote
Herstell(ungs)kosten statt Umsätze zu verwenden hat den Vorteil, dass steigende oder sinkende Deckungsbeiträge das Bild nicht verzerren.